# El Pingo

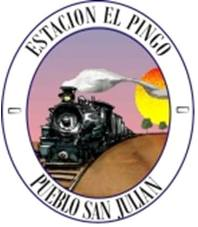
Escudo de El Pingo.

El Pingo o San Julián es una localidad y municipio de los distritos Antonio Tomás y María Grande 2° del departamento Paraná, en la provincia de Entre Ríos, República Argentina. La localidad se formó alrededor de la estación El Pingo. Se dispuso que se convierta en municipio a partir del 11 de diciembre de 2019. 

## Ubicación geográfica y población
Se encuentra en el sector centro-oeste de la provincia de Entre Ríos a 70 km de la ciudad de Paraná; 480 km la separan de Buenos Aires, capital federal del país.
La población de la localidad, es decir sin considerar el área rural, era de 559 personas en 1991 y de 679 en 2001. La población de la jurisdicción de la junta de gobierno era de 903 habitantes en 2001.
Los límites de la planta urbana de la localidad fueron fijados por decreto 877/1984 MGJE del 23 de marzo de 1984, los límites jurisdiccionales de la junta de gobierno fueron establecidos por el decreto 877/1984 MGJE del 23 de marzo de 1984 y modificados por decreto 1474/2002 MGJ del 22 de abril de 2002.

## Historia
En la construcción del ramal ferroviario que une Diamante con Curuzú Cuatiá (Corrientes), a media distancia entre María Grande y Hasenkamp, se construyó un apeadero conocido como De Elizalde. La ley nacional n.º 6341 de 1909, autorizó al Poder Ejecutivo para construir un ramal férreo que, partiendo desde Paraná, empalmase con el Diamante-Curuzú Cuatiá en las inmediaciones de Apeadero Elizalde. Ante esa norma legal, la Administración de Ferrocarriles del Estado indicó de inmediato los trabajos de confección de planos y presupuesto. El tiempo pasó y en el plano aprobado de 1927, a la cabecera noroeste se la denominó Desvío El Pingo. Al año siguiente, se inició la construcción del obrador, con vías muertas para vagones-viviendas, casitas de durmientes, agua potable, sanitarios, escuela, enfermería y proveeduría. La población la constituían 200 familias con un total de 949 trabajadores, entre ingenieros, capataces y peones. Los trabajos recién comenzaron el 25 de febrero de 1930, ejecutándose movimientos de tierra de 15 km y alambrados dobles. La obra se interrumpió por el movimiento revolucionario de 1930, que derrocó al presidente Hipólito Yrigoyen. En 1938, se resolvió proseguir la obra y el presidente Juan P. Justo dispuso por decreto, la adjudicación a la empresa Hume Hnos. El ramal se terminó en 1942, pero se inauguró el 1 de noviembre de 1943. Desde ese momento, Desvío El Pingo pasó a llamarse Estación El Pingo. 

## Municipio
En el marco del decreto n.º 501/2018 del Ministerio de Gobierno de la provincia, el 26 de agosto de 2018 la Dirección General de Estadística y Censos de Entre Ríos llevó a cabo el relevamiento de población para cumplir con la condición de transformación futura a municipio arrojando como resultado 1517 habitantes. Superó así el mínimo de 1500 habitantes requerido por ley para ser declarada municipio. 
El 13 de diciembre de 2018 fue sancionada la ley n.º 10657 que aprobó el censo y el ejido del futuro municipio, siendo promulgada el 26 de diciembre de 2018.
El municipio fue creado el 17 de enero de 2019 por decreto n.º 11/2019 MGJ del gobernador Gustavo Bordet, y se hizo efectivo el 11 de diciembre de 2019, luego de que sus autoridades fueron elegidas en las elecciones de 9 de junio de 2019.

Art. 1º.- Declárese Municipio a partir del 11 de diciembre de 2019, con todos los derechos y obligaciones de las disposiciones legales vigentes - Ley Nº 10.027- a la localidad de El Pingo, Departamento Paraná, que en lo sucesivo se denominará, Municipio de El Pingo.-

## Actividad económica
La principal actividad económica es la producción de cereales, como el maíz, girasol, soja, y sorgo. Se destaca además la actividad ganadera.

## Clima
Las temperaturas son moderadas, promedio de 18 °C. Las lluvias son suficiente pasando los 1000 mm anuales. Tiene heladas más frecuentes que en el norte de la provincia.
Predomina el viento Pampero y Sudestada, y menos frecuentes son el norte, el este y el oeste

## Flora y fauna
En esta zona se destaca la existencia de espinillos, ñandubay, tala algarrobo, chañar, molle, y sombra de toro. Anteriormente esto era toda una zona de montes que avanzaban hasta el centro de la provincia. Hoy es una región de cultivos, ya que gran parte ha sido talada para tal fin. También existe abundante gramíneas como la paja-brava, cebadilla, gramilla blanca, pasto cadena, pasto horqueta, entre otras. La fauna que aquí se desarrolla es semejante a la de las regiones vecinas: vizcacha, tucu-tucu, comadreja, zorro del monte y nutrias y carpinchos cerca de los cursos de agua.